# Leprechaun (série de films)
 Pour plus de détails, voir Fiche technique et Distribution
Leprechaun (ou L'Abominable Lutin au Québec) est une série de films d'horreur inspirée par la créature féerique irlandaise du même nom qui se compose de 8 films. Ces films mettent tous en scène l'acteur Warwick Davis à l'exception des deux derniers.

## Liste des films
- 1993 - Leprechaun, de Mark Jones, avec Warwick Davis et Jennifer Aniston
- 1994 - Leprechaun 2, de Rodman Flender, avec Warwick Davis
- 1995 - Leprechaun 3, de Brian Trenchard-Smith avec Warwick Davis
- 1997 - Leprechaun 4 : Destination cosmos, de Brian Trenchard-Smith avec Warwick Davis
- 2000 - Leprechaun 5 : La Malédiction, de Rob Spera avec Warwick Davis et Ice-T
- 2003 - Leprechaun 6 : Le Retour, de Steven Ayromlooi avec Warwick Davis
- 2014 - Leprechaun : Origins, de Zach Lipovsky avec Dylan Postl (Reboot)
- 2018 - Leprechaun Returns, de Steven Kostanski avec Linden Porco